# 사범경
사범경(謝梵境, ? ~ ?)은 유송 순제의 황후이다. 진군(陳郡) 양하현(陽夏縣, 현재의 허난성 저우커우시 타이캉현) 사람이며, 우광록대부(右光祿大夫) 사장(謝莊)의 손녀이자 거기공조(車騎功曹) 사양(謝颺)의 딸이다.

## 생애
478년 12월 8일, 황후로 책립되었다.
479년, 순제가 소도성에게 선양한 뒤 사범경은 여음왕비(汝陰王妃)로 강봉되었다.。